# Parmotrema adspersum
Parmotrema adspersum är en lavart som först beskrevs av Vain., och fick sitt nu gällande namn av Elix. Parmotrema adspersum ingår i släktet Parmotrema och familjen Parmeliaceae.   Inga underarter finns listade i Catalogue of Life.